# Ла Пјана-Портичеле
Ла Пјана-Портичеле је насеље у Италији у округу Катанија, региону Сицилија.
Према процени из 2011. у насељу је живело 455 становника. Насеље се налази на надморској висини од 745 м.